# Departamentos da Grã-Colômbia
As subdivisões da Grã-Colômbia, um país que existiu de 1819–1831 mudou em 1824.

## 1820 Departamentos
- Quito (departamento)
- Cundinamarca (departamento)
- Venezuela (departamento)

## 1824 Distritos, departamentos, províncias
Distrito del Norte - Atual Venezuela.
- Apure (departamento): 2 províncias - Barinas (província) e Achaguas (província).
- Orinoco (departamento): 4 províncias - Cumaná (província), Barcelona (província), Guayana (província) e Margarita (província).
- Venezuela (departamento): 2 províncias - Caracas (província) e Carabobo (província).
- Zulia (departamento): 4 províncias - Maracaybo/Maracaibo, Coro (província), Mérida (província) e Trujillo (província).

Distrito del Centro - Atual Colômbia e Panamá.
- Boyacá (departamento): 4 províncias - Tunja (província), Casanare (província), Pamplona (província), e Socorro (província).
- Cauca (departamento): 4 províncias - Popayán (província), Buenaventura (província), Chocó (província), Pasto (província).
- Cundinamarca (departamento): 4 províncias - Bogotá (província), Antioquia (província), Mariquita (província), Neiva (província).
- Istmo (departamento): 2 províncias - Istmo (província) e Veraguas (província).
- Magdalena (departamento): 3 províncias - Cartagena (província), Riohacha (província), Santa Marta (província).

Distrito del Sur - Atual Equador e norte do rio Marañón no atual Peru.
- Azuay (departamento): : 3 províncias - Cuenca (província), Loja (província), e Jaén de Bracamoros y Maynas.
- Guayaquil (departamento): 2 províncias - Guayaquil (província) e Manabi (província).
- Equador (departamento): 3 províncias - Pichincha (província), Chimborazo (província) e Imbabura (província).

## Mapas

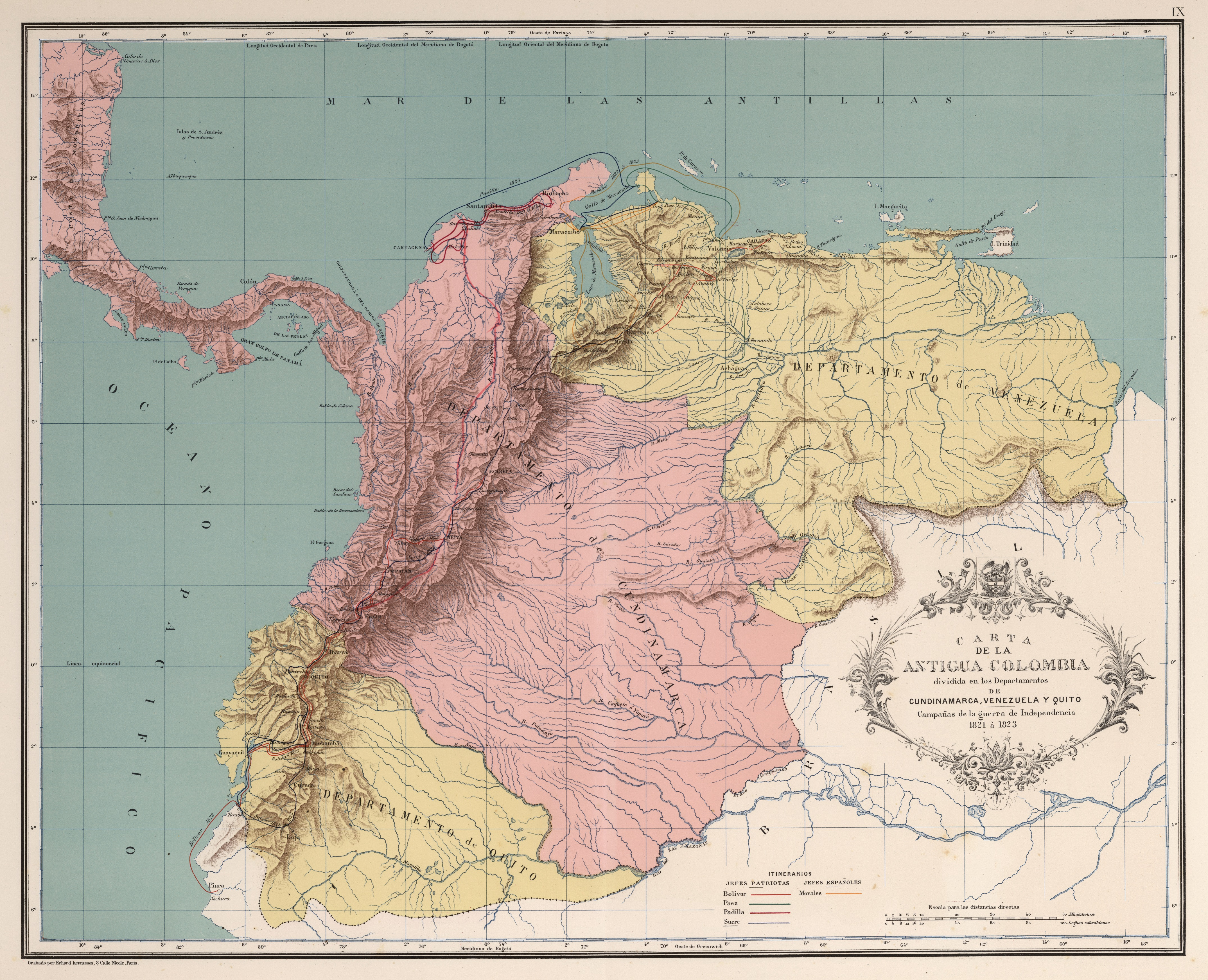
1820, 3 departamentos: Quito, Cundinamarca, Venezuela
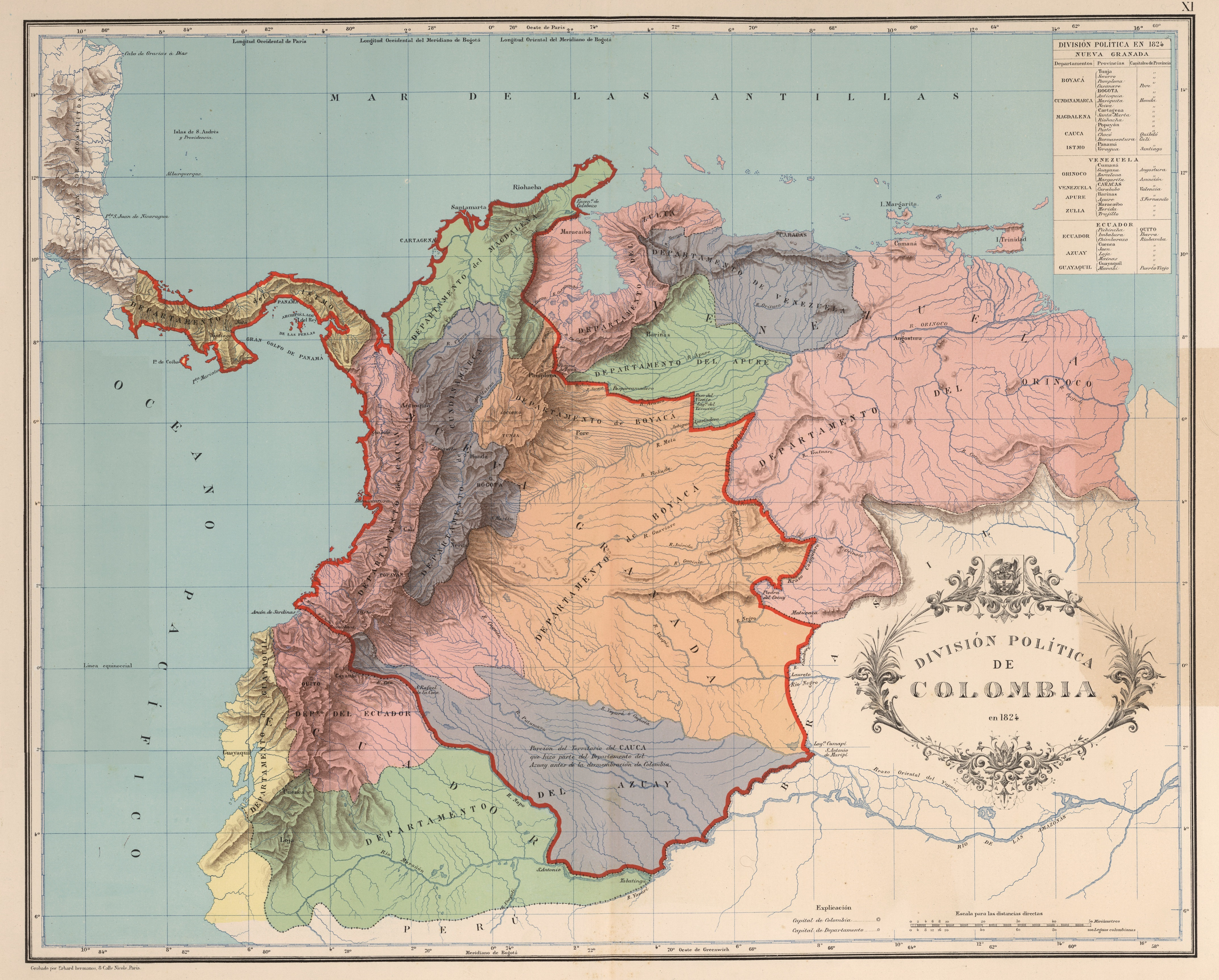
1824, 12 departamentos
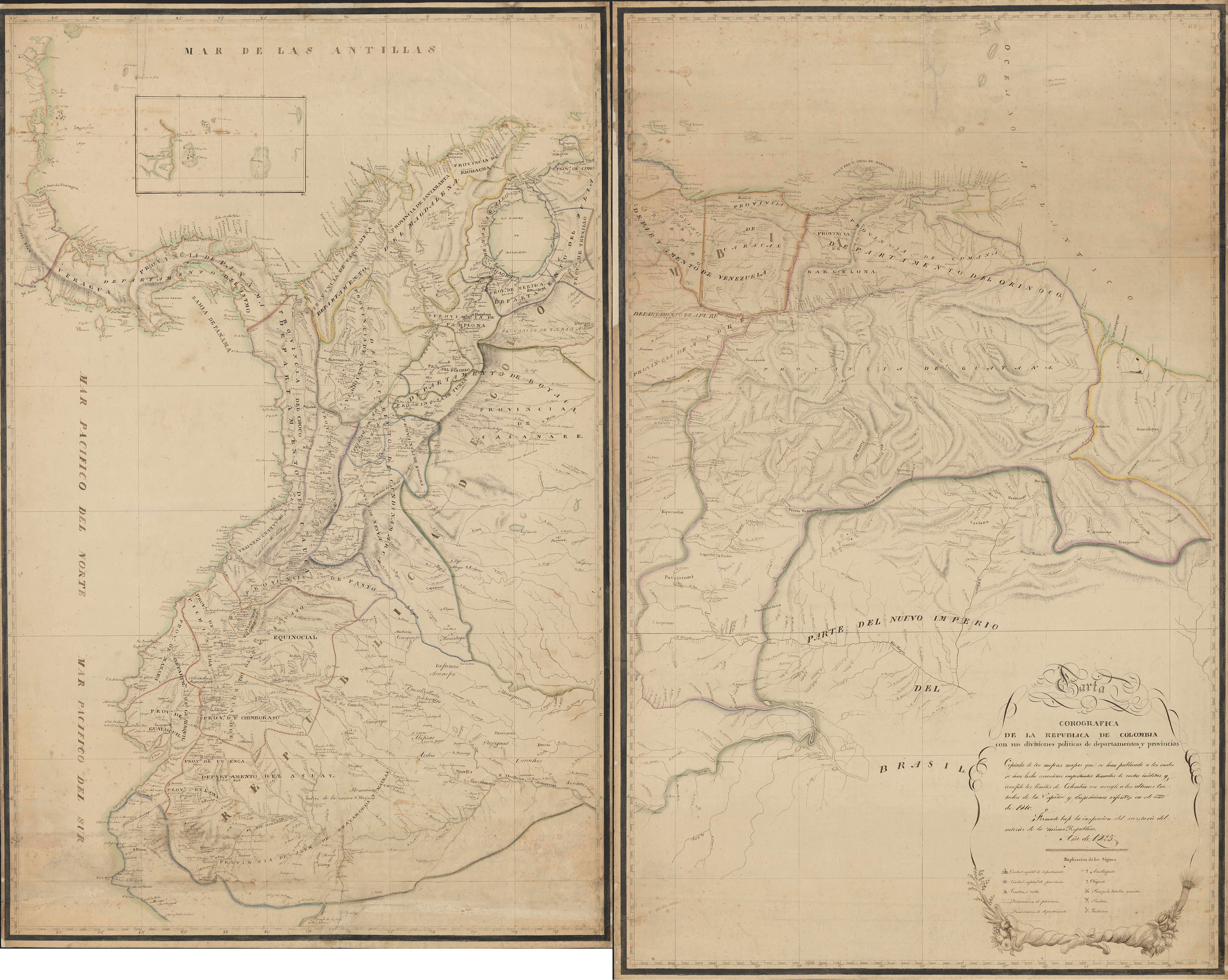
Gran Colombia, 1825

## Links
- es:Ley_de_División_Territorial_de_la_República_de_Colombia
- es:Historia_territorial_de_Colombia